# 라우가호
류자하오(중국어 정체자: 劉家豪, 병음: Líu Jīaháo, 한자음: 유가호, 1953년 7월 22일 ~)는 홍콩의 프로듀서이다.

## 방송
- 법언인